# Renealmia thyrsoidea
Renealmia thyrsoidea là một loài thực vật có hoa trong họ Gừng. Loài này được Hipólito Ruiz López và José Antonio Pavon miêu tả khoa học đầu tiên năm 1798. Năm 1838, Eduard Friedrich Poeppig và Stephan Friedrich Ladislaus Endlicher chuyển nó sang chi Renealmia.